# Aquis viridisquama
Aquis viridisquama är en fjärilsart som beskrevs av Walker 1858. Aquis viridisquama ingår i släktet Aquis och familjen trågspinnare. Inga underarter finns listade i Catalogue of Life.